# 오사키촌 (니가타현 미나미칸바라군 1901년)
오사키촌(尾崎村)은 니가타현 미나미칸바라군에 설치되었던 촌이다. 현재의 산조시에 해당한다.